# Трохименко Карпо Дем'янович
Карпо́ Дем'я́нович Трохи́менко (13 (25) жовтня 1885, Сущани — 1 жовтня 1979, Київ) — український живописець, педагог, історик образотворчого мистецтва. Учень видатного художника Миколи Самокиша.
Народний художник УРСР (з 1944 року).

## Біографія
Народився 13 (25 жовтня) 1885 року в селі Сущанах (тепер Кагарлицького району Київської області).
В 1902–1910 роках (з перервами) навчався в Київському художньому училищі у І. Селезньова, у 1906–1907 роках — в Московському училищі живопису, скульптури та архітектури у М. Касаткіна, у 1910–1916 — в Петербурзькій академії мистецтв у М. Самокиша. У 1915 році у складі учнів М. Самокиша, під керівництвом професора виїздив на Західний, а згодом на Чорноморський і Кавказький фронти для виконання етюдів і замальовок. Друкувалися в журналах «Лукоморье» і «Солнце России». У 1916–1917 роках, після закінчення академії перебував на Кавказькому фронті рядовим лейб-гвардії. В діючій армії, створив композиції, в яких відтворив бойові операції і побут російських солдат.
З 1918 року працював у Києві в Комісії охорони пам'яток старовини і мистецтва. В 1918–1919 роках викладав малювання у вищій залізничній школі, в 1920–1923 роках в Сущанах, у 1923–1925 роках був завідувачем трудовою школою в Кагарлику, в 1925–1926 роках викладав у фаб-заучі при цукровому заводі в Ржищеві. З 1926 знову в Києві; член і секретар АХЧУ в 1926–1931 роках. В 1926–1933 роках викладав у Київській індустріальній проф-школі, згодом — Київському художньому технікумі.
У 1933–1974 роках викладач в Київському художньому інституті (з 1938 року — завідувач кафедри композиції і керівник майстерні батального та історичного живопису, з 1939 року — професор).

Могила Карпа Трохименка

Помер в Києві 1 жовтня 1979 року. Похований на Байковому кладовищі.

## Творчість

Меморіальна дошка Трохименко Карпові Дем'яновичу. Встановлена на фасаді будівлі по вулиці Богдана Хмельницького (Київ, Шевченківський район).

Працював у різних жанрах: розписи церков (у Полтаві на Шведській могилі), батальні сцени («Допит полонених угорських гусарів», 1915–1916; «Вечеря козаків на позиціях» 1917), акварельні етюди моря і серія акварель «Революція на селі» (1926), пейзажі (Кавказу, Наддніпров'я, Чернігівщини), олійні картини («Кадри Дніпробуду», 1937, «На будівництві Київ. ГЕС», 1963, «Останнє проміння», 1967); портрети (М. Стельмаха, О. Фоміна, М. Вериківського), численні картини присвячені Т. Шевченкові, Г. Сковороді, дітям («Зима на селі»), натюрморти. Т. експонуються з 1918; персональна виставка в Києві 1968.
Одне зі своїх найкращих полотен «Шевченко й Енгельгардт» художник створив у 1939 році, зазначає Ігор Шаров. Кртина стосується одного з трагічних моментів з життя великого поета– пан застав його за малюванням і збирається карати. Однак Трохименко зобразив на цьому полотні ще й зміну долі Шевченка, тому, що саме цей неприємний момент дасть йому змогу навчатися малювати. На тему шевченківської «Катерини» художник створив картину, де спробував передати родинну трагедію, але, вимогливий до себе, не задовольнився написаним і 1963 року написав інший твір. Це невелике полотно розкриває трагедію селянської родини, повної скорботи і забобонів. Катерина змушена покинути родину і піти у невідомий їй світ одна з дитиною, без жодної надії на чиєсь розуміння. Проте художник майстерно доводить глядачеві: це не тільки кінець всього, що було життям молодої дівчини, — це ще й великий подвиг, перемога любові та материнства.
Ще 1941 року митець задумав написати картину, присвячену видатному українському філософу Сковороді, проте закінчив він цей твір через 25 років. Роботу виконано з вражаючим знанням історичних атрибутів, бездоганним баченням предмета, безпомилковим вибором мистецьких засобів. Головний герой майже ніяк не виділений у строкатому натовпі, який зібрався на березі Дніпра. Кожен зайнятий своєю справою і лише дехто обернувся до промовця. Сковорода виглядає, як проста людина, він абсолютно свій серед свого ж народу. Він не вождь і не апостол. Картина винятково проста і цілісна, незважаючи на складність композиції, безліч фігур, предметів, елементів пейзажу.
Помітне місце у творчому доробку художника посідають портрети. Карпо Дем’янович увіковічив на своїх полотнах таких видатних особистостей як Миколу Біляшівського (український археолог, етнограф, мистецтвознавець, громадський діяч), маляра та педагога Олександра Фоміна, композитора й диригента Михайла Вериківського, письменника Михайла Стельмаха, академіка Олександра Богомольця.
Автор праць з історії українського та російського образотворчого мистецтва, зокрема:
- дослідження «Українська історична картина» (1944), в збірці «Українська Академія мистецтва. Дослідницькі та наукові праці» (К., 1995);
- автобіографічна — «Романтика трудового подвигу» («Искусство», 1979, № 11);
- теоретична — «Думки про тематичну картину» («Образотворче мистецтво», 1971, № 1).

## Нагороди, відзнаки
- Народний художник УРСР з 1944 року;
- Нагороджений орденом Трудового Червоного Прапора, іншими орденами, медалями;
- Державна премія УРСР імені Т. Г. Шевченка, 1969 (за створення картин та ілюстрацій на шевченківські теми, за серію живописних і графічних творів, цикл картин «Моя рідна Батьківщина»).